# Вествуд (Њу Џерзи)
Вествуд (енгл. Westwood) град је у америчкој савезној држави Њу Џерзи.

## Демографија
По попису из 2010. године број становника је 10.908, што је 91 (-0,8%) становника мање него 2000. године.
| Група             | 2000.         | 2010.         |
| Белци             | 9.111 (82,8%) | 8.245 (75,6%) |
| Афроамериканци    | 629 (5,7%)    | 504 (4,6%)    |
| Азијати           | 483 (4,4%)    | 805 (7,4%)    |
| Хиспаноамериканци | 660 (6,0%)    | 1.263 (11,6%) |
| Укупно            | 10.999        | 10.908        |